# Protezione forestale

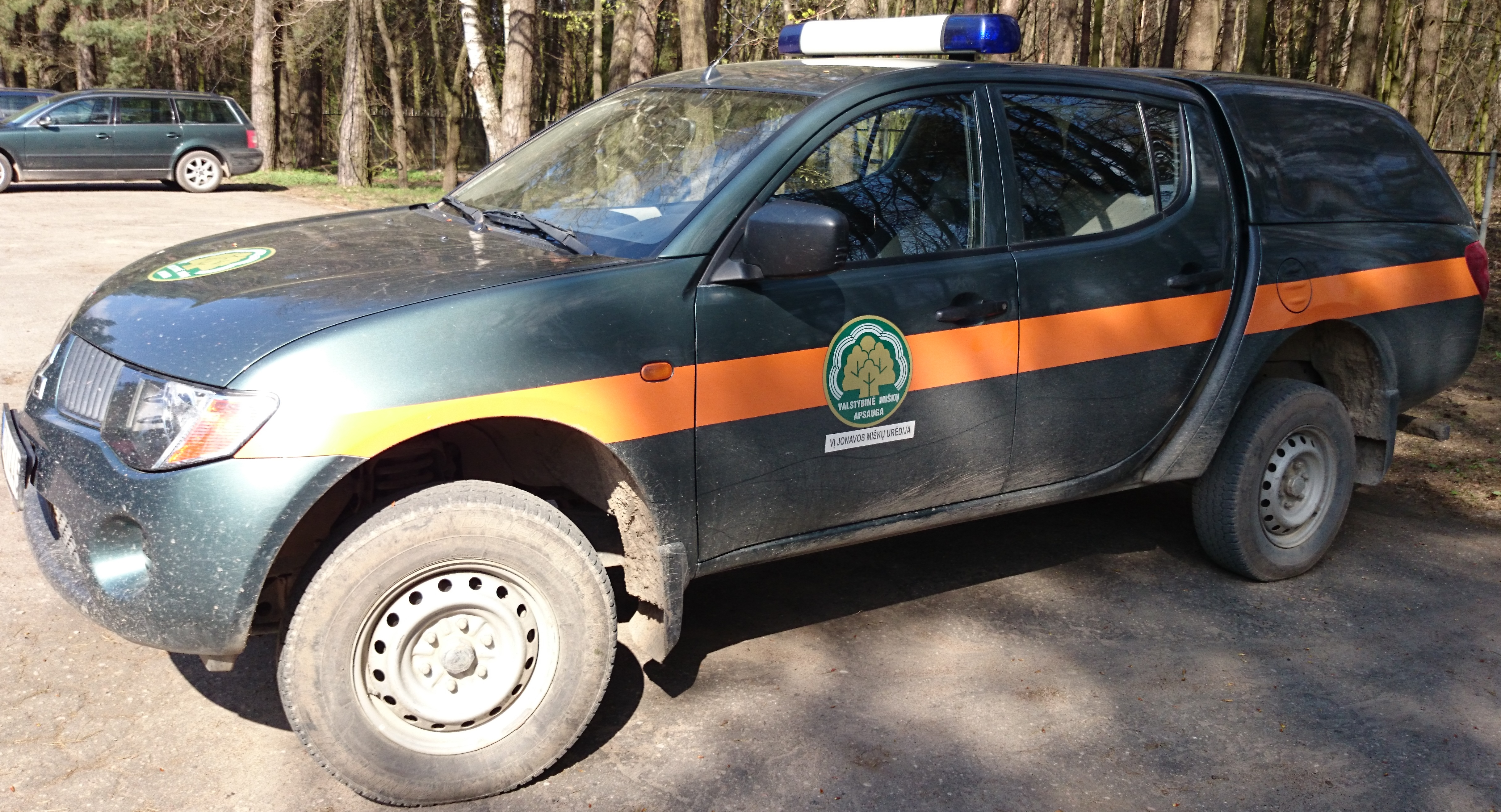
Sicurezza forestale in Lituania

La protezione forestale è una branca delle scienze forestali che si occupa della preservazione o del miglioramento di una foresta e della prevenzione e controllo dei danni, siano essi naturali o artificiali come incendi boschivi, parassiti e condizioni climatiche avverse (come il riscaldamento globale in attuale peggioramento).
La protezione forestale ha anche uno status giuridico e oltre a occuparsi dei danni artificiali causati dalle persone, si occupa anche di patologia forestale. Essendo le priorità molto diversificate, ci sono molti metodi diversi per salvaguardare le foreste, anche se queste stesse modalità sono spesso oggetto di dibattiti.
Nei paesi di lingua tedesca, la protezione forestale si occupa dei fattori biotici e abiotici, che non sono relazionati ad azioni criminali. 
In lingua inglese, i termini protected forest ("area naturale protetta") e protection forest ("foresta di protezione") vengono confusi (più chiari in altre lingue), ma non sono la stessa cosa. Il primo termine infatti, si riferisce a un'area naturale istituita mediante leggi apposite a livello nazionale o regionale, sia da istituzioni pubbliche o private, mentre il secondo termine invece si riferisce a una foresta che mitiga o previene gli effetti di un preicolo naturale come una frana, valanghe e altri pericoli simili. Come risultato, leggere letteratura inglese può essere problematico per gente non esperta a causa della conflazione e localizzazione dei termini.

## Modalità di preservazione
Ci sono numerose modalità in cui le autorità competenti, si occupano della protezione di foreste e aree protette. 

### Compavendita di terreni
Uno dei metodi più semplici per proteggere le foreste è l'acquisto di terreni da parte dello stato od organizzazioni di conservazione, per fare in modo di proteggere la zona, in modo da riforestarla. Può essere anche utile come gestione forestale o la designazione di aree come riserve naturali che sono intese a essere lasciare a loro stesse. Purtroppo, il semplice acquisto di un pezzo di terra non garantisce protezione dell'area da disboscamento illegale e bracconaggio.

### Monitoraggio in loco
Una modalità migliore per proteggere le foreste, in particolare le foreste vergini nelle aree remote, è quella del vivere dentro la terra acquistata e monitorarla con facilità. Anche questa misura non è abbastanza, poiché possono avvenire incendi che bruciano una foresta dal terreno, lasciando le aree incendiate libere per utilizzi differenti.
Un altro problema del vivere dentro una terra acquistata è che si ritrova necessario liberare una zona dagli alberi, azione che contrasta lo scopo stesso della protezione. Un compromesso lo si può trovare nella costruzione di una casa sull'albero o un rifugio terrestre, edifici costruiti dalle popolazioni indigene del Sud America per proteggere grandi riserve naturali. I nativi del Nord America erano soliti a vivere dentro Tipì o rifugi terrestri, che richiedevano meno terra. Un tentativo di costruire moderne case sugli alberi viene condotto dall'azienda tedesca "TrueSchool treehouses".

### Altri metodi
Sono stati sperimentati numerosi metodi poco efficaci di protezione delle foreste, come il commercio di legna certificata. Proteggere una piccola sezione di terra in una grande foresta può avere una bassa efficacia. Per esempio, le foreste pluviali tropicali possono morire se si riducono in dimensione poiché sono dipendenti dal microclima umido che creano. C'è un interessante articolo nel numero di ottobre del National Geographic che si occupa dei tentativi di protezione del parco nazionale di Redwood in California.
Un compromesso è quello di condurre agricoltura e allevamento o la gestione sostenibile della legna. Questo attribuisce valori diversi ai terreni forestali e agricoli, per i quali molte aree vengono disboscate.

## Principali ostacoli

### Cause dei danni
Ci sono sia motivazioni naturali che artificiali che spingono le autorità forestali ad agire contro il danneggiamento delle foreste e la preservazione delle aree verdi:
- Naturali: Tra le motivazioni naturali troviamo la diffusione di parassiti, funghi o agenti patogeni attraverso la foresta che possono provocare malattie negli alberi e che si riconoscono soltanto tramite l'osservazione dei sintomi.[4][5] Un'altra causa naturale che mette in difficoltà la buona salute delle foreste è il problema molto più ampio e in costante peggioramento del riscaldamento globale. Uno dei principali problemi, è che il riscaldamento globale altera la frequenza e l'intensità degli attacchi da parte di specie invasive, degli incendi boschivi (che inoltre sono sempre più difficili da domare a causa dell'aumento delle temperature) e delle tempeste.[6]
- Artificiali: Tra le cause artifciali invece troviamo la forte diffusione di agricoltura intensiva e l'abbattimento non autorizzato e non controllato di alberi, l'inquinamento del suolo forestale e l'espansione di città causate dalla sovrappopolazione. Sono numerose le organizzazioni criminali che trafficano legna abbattuta attraverso metodi illegali e la rivendono al mercato nero.[7]

### Criminalità organizzata
Sfortunatamente, l'applicazione delle leggi riguardo all'acquisto di terreni non è sufficiente o persino inesistente in molte parti del mondo. Tra le innumerevoli fonti di guadagno illegittime, varie forme di criminalità organizzata di tutto il mondo, hanno trovato il modo di sfruttare le foreste per abbattere e commerciare senza regolare autorizzazione diversi tipi di legno, utilizzando spesso anche metodi violenti per proteggere le attività. Un esempio eclatante, lo si è visto in Brasile, sede della più grande foresta pluviale del mondo, dove degli ufficiali della IBAMA sono stati uccisi durante uno dei compiti di routine.

### Perdita di quartiere
Ci sono due studi contrastanti sull'idea che proteggere le foreste non fa altro che delocalizzare la deforestazione. Questo fenomeno viene chiamato "perdita di quartiere". Uno studio del 2009, indica che gli insediamenti rurali vicini alle zone protette, crescono a un ritmo doppio rispetto al normale poiché attraggono molti lavoratori. Di conseguenza, l'espansione dell'insediamento avviene a spese della foresta. La IUCN implementa questi protocolli che proteggono oltre 670 eco-regioni, il cui 46% ha meno del 10% della protezione forestale. Ciò significa che queste aree non sono monitorate come dovrebbero e la protezione non funziona. Considerare la protezione delle foreste all’interno delle aree prioritarie a livello globale è stato insoddisfacente. Un esempio fornito è stato quello della protezione media dell'8,4% negli hotspot di biodiversità. I risultati hanno rilevanza politica in termini di obiettivo della Convenzione sulla diversità biologica, riconfermata nel 2008, di conservare in modo efficace "almeno il 10% di ciascuno dei tipi di foresta del mondo".

## In Italia

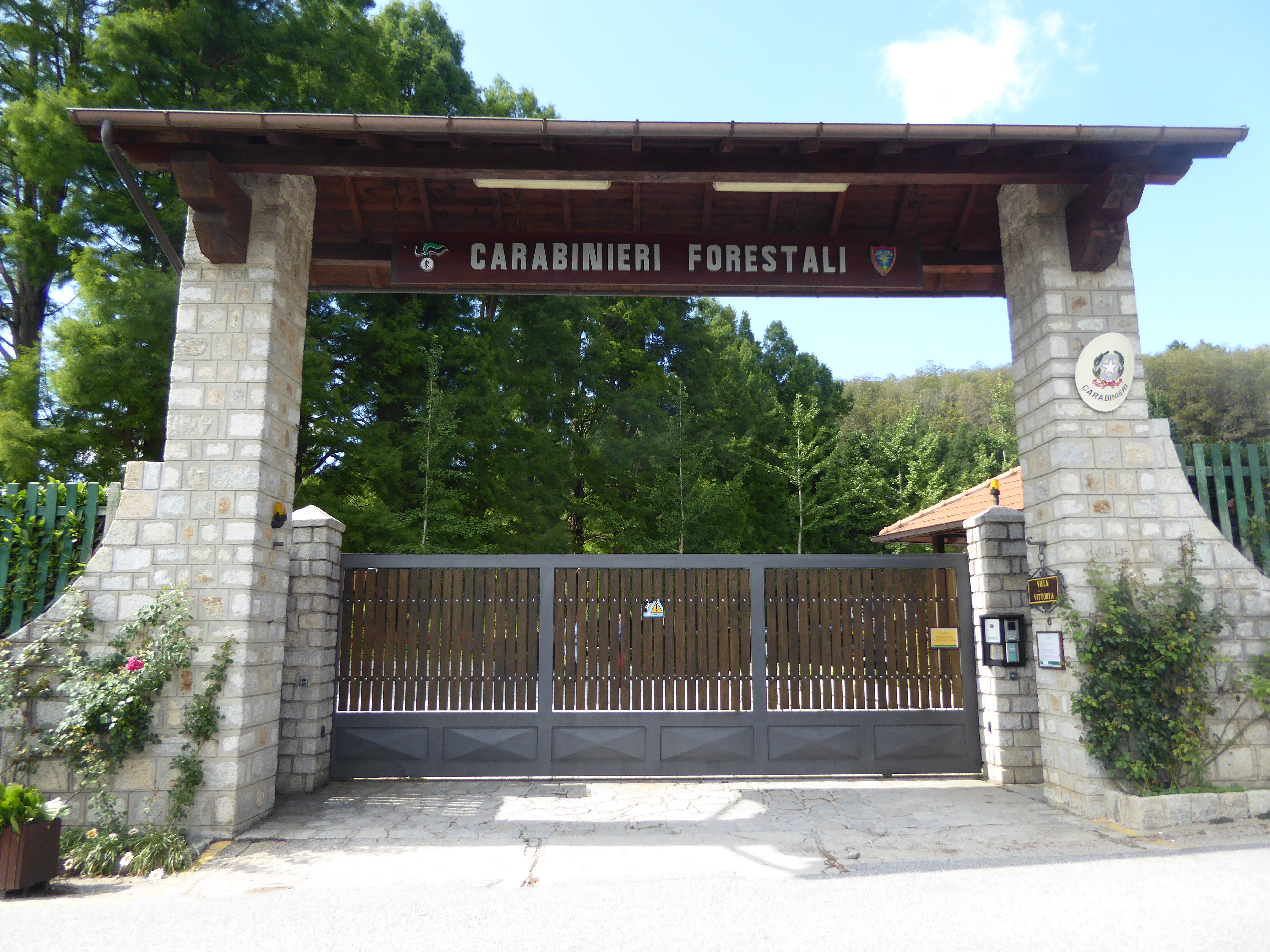
Sede dei carabinieri forestali a Mongiana

A occuparsi della protezione forestale in territorio italiano, è il comando dell'arma dei Carabinieri del CUFAA, che è attivo dal 2016 e che ha sostituito il precedente comando della polizia di stato del CFS. Il comando, si occupa della difesa del patrimonio agro-forestale italiano e al contrasto delle ecomafie.